# Tom Wingfield
H. J. „Tom“ Wingfield (* um 1908; † 11. Februar 1974) war ein englischer Badmintonspieler.

## Karriere
Tom Wingfield gewann 1937 die Dutch Open. 1948 siegte er bei den Irish Open, 1949 bei den Surrey Championships. Bei den Scottish Open war er 1951 erfolgreich, bei den Hampshire Championships 1956.

## Sportliche Erfolge
| Saison | Veranstaltung           | Disziplin    | Platz | Name                           |
| ------ | ----------------------- | ------------ | ----- | ------------------------------ |
| 1937   | Dutch Open              | Herreneinzel | 1     | Tom Wingfield                  |
| 1948   | Irish Open              | Mixed        | 1     | Tom Wingfield / V. E. Duringer |
| 1949   | Surrey Championships    | Herrendoppel | 1     | Tom Wingfield / Warwick Shute  |
| 1950   | Sussex Championships    | Herreneinzel | 1     | Tom Wingfield                  |
| 1950   | Berkshire Championships | Herrendoppel | 1     | Tom Wingfield / Barron Renton  |
| 1951   | Scottish Open           | Mixed        | 1     | Tom Wingfield / Betty Uber     |
| 1956   | Berkshire Championships | Herrendoppel | 1     | Tom Wingfield / Ciro Ciniglio  |
| 1956   | Hampshire Championships | Herrendoppel | 1     | Tom Wingfield / Ciro Ciniglio  |
| 1956   | Hampshire Championships | Herreneinzel | 1     | Tom Wingfield                  |
| 1958   | All England Seniors O45 | Herrendoppel | 1     | Harry Barrell / Tom Wingfield  |
| 1959   | All England Seniors O45 | Herrendoppel | 1     | Tom Wingfield / J. C. Selves   |
| 1961   | All England Seniors O45 | Herrendoppel | 1     | Tom Wingfield / J. C. Selves   |